# Ирина Палеолог (ћерка цара Андроника III)
Ирина Палеолог (Шаблон:Јез- Грчки: Ειρήνη Παλαιολογίνα); * 1327, † после 1356. године) била је византијска принцеза и бугарска царица – супруга цара Михаила IV Асена. Позната је и као Марија Палеологина (Maria Palaiologina, Μαρία Παλαιολογίνα).

## Биографија
Ирина је била ћерка византијског цара Андроника III Палеолога (1328 – 1341) и његове друге жене царице Ане Савојске (* 1306 † 1359), ћерке грофа Амадеа V Савојског и грофице Марије од Брабанта. Била је старија сестра византијског цара Јована V Палеолога (1341 – 1391) и деспота Михаила Палеолога (1337 – 1370). Према историчарима, рођена је 1330. године. са крсним именом Марија.
Убрзо након битке код Русокастра 1331. године, принцеза је обећана бугарском престолонаследнику Михаилу Асену – сину бугарског цара Јована Александра и влашке принцезе Теодоре Басараб. Када је Марија имала само 9 година, а њен будући муж 15 година, били су верени у Адријанопољу. Венчање је одложено неколико година због младог узраста. Упркос нејасноћама и нескладу у датумима, може се претпоставити да је током церемоније венчања бугарски престолонаследник цар - савладар Михаило IV Асен имао око 19 година, а његова супруга, преименована у Ирину у знак очекиваног дубоког мира између Византинаца и Бугара, имала је 13 година. Ништа се даље не зна о пару. Нема доказа да су у овом браку рођена деца. Познато је само да је брак трајао до 1355. године, када је цар Михаило IV Асен погинуо код Софије у борби са Турцима. Његова супруга царица Марија-Ирина отишла је на кратко у Цариград, али је потом одлучила да се врати у Несебар и замонаши. Познато је да је Марија по замонашењу узела име Матаиса. До краја живота остала је у несебарском манастиру „Богородица Елеуша“, где је и сахрањена 1399. године. Принцеза Матаиса Палеологина умрла је у периоду када је Несебар био окупиран од стране Турака. Симболично је сахрањена крајем 14. века. у Старој митрополији „Света Софија”.

## Гробница у Месемврији
У свом „Албуму путовања по Турској, направљеном по налогу Његовог Величанства цара Николаја I у годинама 1829-1830“, шонтландски библиотекар Чарлс Сејер прича да је у „старој цркви“ Месембрије видео царичин гроб. „Тамо се може видети прилично добро очувана гробница принцезе Марије Кантакузин, ћерке цара Јована Андроника Палеолога Млађег, која се удала 1335. године. у Адријанопољу за кнеза „Асанија Михаила“, сина бугарског краља Ивана Александра“. Цртеж гробнице за свој албум направио је француски борац и гравер Огист Дезарно, који га је пратио на овом путовању кроз некадашње Османско царство. Гравура је насликана 1829. године, након заузимања града, додуше накратко, од стране руских трупа 11. јула исте године.
Неколико година касније, француски византолог и египтолог Бруне де Преслет прошао је кроз ово место заједно са Александром Бланшеом (Brunet de Presle and Alexandre Blanchet), који је 1856. године, објављују у Паризу своје дело „Грчка од римског освајања до данас” (Grece depuis la conquete romaine jusqu'a nos jours). У прилогу је такође приложен цртеж дотичне гробнице од стране француског гравера, илустратора, литографа и издавача Аугустина Франсоа Леметра (Augustin François Lemaitre). По Сејеру, након смрти мужа, кнегиња се повукла у манастир близу Месембрије (данас Несебар), где се замонашила под именом Матаиса и умрла је 1390. године. Сахрањена је у Старој цркви, где је Шкот видео њен гроб са леве стране при уласку у рушевине. Надгробни споменик је садашњи архиепископ уклонио из гроба из страха да га Турци не однесу на градњу“, додао је Сејер. У сваком случају, извесно је да је споменик принцезе Матаисе Кантакузине Палеологине, сахрањен после њене смрти у цркви „Св. Софије“ (Стара митрополија), дуги низ година чувала се у поду несебарске цркве „Св. Вазнесење Христово“ („Свети Спас“), што потврђује Сејерове речи да је извађен из гроба и одложен да га Османлије не вређају.
Данас се мермерни споменик налази у Археолошком музеју у Несебру. Натпис на њему гласи: „Упокојио се слуга Божији Матаиса Кантакузина Палеологина 1441. године новембра месеца, индикт V“. Гробница се налази наспрам олтара и гледа на југ – односно ка Цариграду. У гробници је откривена фијала - царска чаша, али је поред тога украс аркаде изнад гроба формиран клинастим тесаним камењем. На њима је постављено седам монограма - три од њих су Палеолога, два Кантакузина и један цара Манојла I Комнина. Сматра се да када је 1440. године, деспот Димитрије Палеолог постао намесник Месембрије, веран традицији, наручио је споменик принцезе Марије Кантакузине Палеологине, који је сачуван до данас.
У документу из септембра 1365. године, пронађеном у архиви манастира Светогорске лавре, помиње се извесна покојна деспина Ирина која је поседовала имања у околини Сера. Христо Матанов признаје да је деспина Ирина у питању била удовица цара - савладара Михаила IV Асена. На основу ове идентификације, која је према Матанову врло вероватна, иако није солидно поткрепљена довољним изворним материјалом, претпоставља се да се после 1356. године, царица Ирина Палеолог се настанила на двору царице Јелене у Серу.

## Породица
Ирина се удала 1336. године. за бугарског цара Михаила IV Асена (око 1322 – 1355), прворођеног сина цара Joвана Александра (1331 – 1371) из брака са царицом Теодором Басараб. Године 1355. цар - савладар Михаило IV Асен је погинуо у бици са Османлијама код Софије. Традиционално се верује да је њихов брак био без деце. Познато је да се она после његове смрти вратила у Византију.